# Hovhannes III (ormiański patriarcha Konstantynopola)
Hovhannes III (ur. ?, zm. ?) – w latach 1600–1601, 1621–1623 oraz 1631–1636 17. ormiański Patriarcha Konstantynopola.